# Nini Sjermadini
Nini Sjermadini (georgiska: ნინი შერმადინი) född 11 december 1987 i Tbilisi, är en georgisk sångerska. 
Nini Sjermadini har deltagit i flera populära musiktävlingar, och är förutom i Georgien även aktiv i Grekland. År 2005 representerade Sjermadini Georgien vid musikfestivalen New Wave, i Jūrmala, Lettland. Där sjöng hon låtar som Arasodes sjemikvardebi, och Tusjuri varefter hon slutade på en femte plats.  Under hösten år 2009 deltog Sjermadini i den grekiska TV-programmet The X Factor. Där tog hon sig till finalen, och slutade på en andra plats, bakom segrande Stavros Michalakakos.
Den 11 februari meddelade GPB att Sjermadini kommer att vara en av tio finalister i den georgiska nationella uttagningen till Eurovision Song Contest 2011. Hon deltog med låten "Rejected". Hon vann dock inte uttagningen, som vanns av rockgruppen Eldrine. Under hösten 2011 samarbetade Sjermadini med den armeniska sångaren André. Tillsammans släppte de bland annat den på armeniska framförda duetten "Ov sirun sirun" samt en duettversion av den georgiska låten "Tusjuri". År 2012 var hon med på scenen vid Eurovision Song Contest 2012, genom att hon körade bakom Anri Dzjochadze med bidraget "I'm a Joker". Bidraget tog sig dock inte vidare till finalen.

### Fotnoter
1. ↑  http://www.eurovision-georgia.ge/national_contest/NiniShermadini.aspx?LanguageID=2
2. ↑  ”Arkiverade kopian”. Arkiverad från originalet den 12 februari 2011. https://web.archive.org/web/20110212143044/http://www.esctoday.com/news/read/16715. Läst 12 februari 2011.